# John Wilmot
John Wilmot, 2. hrabě z Rochesteru (1. dubna 1647 – 26. července 1680) byl anglický básník a dvořan na dvoře krále Karla II. v době restaurace Stuartovců.

## Život
John Wilmot byl jako stoupenec libertinismu známý zhýralým způsobem života, během kterého se nakazil několika sexuálně přenosnými nemocemi, na jejichž následky zemřel ve věku 33 let.
Ačkoli byl celoživotní ateista, na smrtelné posteli se obrátil k víře.

## Díla o Johnu Wilmotovi
- Libertin, film o 2. hraběti z Rochesteru z roku 2004, natočený podle hry The Libertine od Stephena Jeffreyse z roku 1994.
- Libertin, sarkastická historická hra Stephena Jeffreyse, která vypráví příběh Johna Wilmota,  hraběte z Rochesteru, talentovaného ale nemravného rošťáka a opilce, který prožil svůj krátký divoký život jako středověká celebrita. Uvádí DJKT Plzeň v české premiéře (17. 6. 2023).